# Chaussée Johor-Singapour
La chaussée Johor-Singapour, en anglais Johor-Singapore Causeway, est une chaussée surélevée construite à travers le détroit de Johore et relie Pulau Ujong (Singapour) à la péninsule Malaise (Malaisie), constituant l’un des deux points de passage sur la frontière maritime entre les deux pays, le deuxième étant un pont routier situé à l'ouest, le Malaysia-Singapore Second Link..

## Description
Elle est empruntée par une voie rapide, une voie ferrée qui rejoint la gare de Tanjong Pagar et par des canalisations qui permettent d'alimenter Singapour en eau douce.
Cet ouvrage long de 1 038 mètres, dont la construction prit fin en 1923 après quatre ans de travaux, fut dessiné par la société d'ingénierie de Westminster Coode, Fitzmaurice, Wilson & Mitchell, puis construit par le cabinet Topham, Jones & Railton Co. de Londres. Il servit de lien ferroviaire avec le système ferroviaire de Johor, de manière à relier le centre-ville de Johor Bahru à Singapour, alors quartier général des colonies britanniques en Asie du Sud-Est.
La digue ne permet plus un écoulement naturel des eaux du détroit de Johor, ce qui a provoqué des problèmes environnementaux, notamment l'accumulation de vase dans celui-ci. Cela a entraîné des différends frontaliers entre les deux pays : Singapour refusant de remplacer la chaussée par un pont sur une suggestion des Malaisiens en 2003, craignant que l'amélioration de la navigabilité du détroit détourne une partie du trafic maritime du port de Singapour (situé sur la côte sud de Pulau Ujong au bord du détroit de Singapour) vers celui de Johor Bahru. Les singapouriens proposèrent néanmoins un « demi-pont croche », qui descendrait au milieu du détroit et rejoindrait la chaussée originale.